# إريك غوستافسون (عداء سريع)
إريك غوستافسون (بالفنلندية: Erik Gustafsson)‏ هو عداء سريع فنلندي، ولد في 24 سبتمبر 1943 في يوفاسكولا في فنلندا.

## وصلات خارجية
- إريك غوستافسون على موقع أوليمبيديا (الإنجليزية)